# Marsangis
Marsangis é uma comuna francesa na região administrativa do Grande Leste, no departamento de Marne. Estende-se por uma área de 6.74 km², e possui 47 habitantes, segundo o censo de 2018, com uma densidade de 7.0 hab/km².